# محقق فوتو
محقق فوتو هي سلسلة مانغا يابانية من تأليف ريكو سانجو ورسم ماساكي ساتو، تصدر على مجلة بيغ كوميك سبيرايتس من قبل دار شوغاكوكان منذ أغسطس 2017 وتم جمعها في 13 تانكوبون وتم تحويلها لمسلسل أنمي من قبل استوديو كاي سيعرض في أغسطس 2022.